# Arnarfell við Þingvallavatn

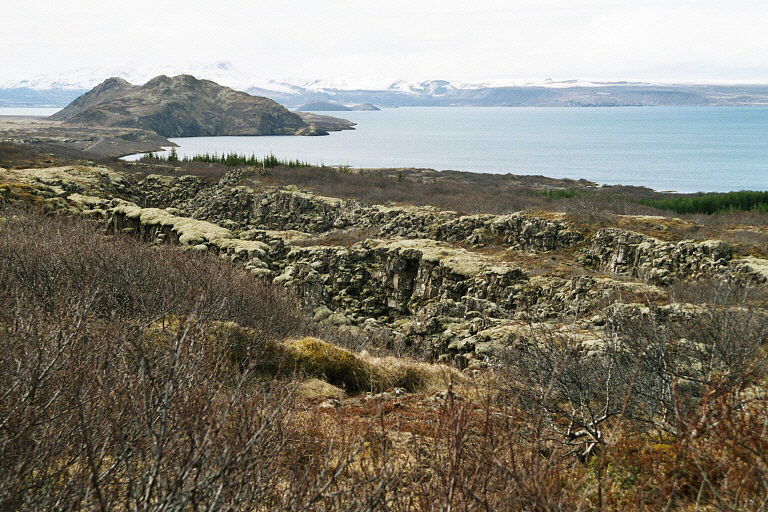
Arnarfell hinter der Verwerfungsschlucht Hrafnagjá

Der Berg Arnarfell am Þingvallavatn (isl. Arnarfell við Þingvallavatn) liegt im Südwesten von Island. Er ragt als Halbinsel in den See Þingvallavatn hinein. Der längliche Berg erstreckt sich von Nordosten nach Südwesten und erreicht eine Höhe von 239 m.

## Name
Der Name bedeutet zu Deutsch Adlerberg (örn = Adler; fell = Berg) Es ist wahrscheinlich, dass hier einmal Adler ihr Nest hatten, zumal der Gipfel Arnarþúfa heißt (dt. Adlerkopf).

## Charakteristika
Der Berg besteht aus Palagonit, ist unter einem Eiszeitgletscher entstanden und gehört zum Vulkansystem der Hrafnabjörg. Ein kleinerer Gipfel liegt im Norden des höheren und erreicht 232 m.
Auf der Westseite unterhalb des Gipfels befindet sich ein Teich, der Einbúatjörn (dt. Einsiedlerteich).

## Vulkansystem Hrafnabjörg
Das oberste der Lavafelder am Berg heißt Þjófahraun, das Diebeslavafeld, und ist lt. Ari Trausti Guðmundsson etwa 9.000 Jahre alt – lt. Thor Thordarson e.a. 5.000 – 6.000 Jahre. Es stammt vom Ausbruch einer Vulkanspalte namens Eldborgir, die zum Vulkansystem der Hrafnabjörg gehört. Die Lavafelder östlich des Berges heißen Mjóaneshraun, benannt nach dem dort gelegenen Hof und der Halbinsel Mjóanes (dt. schmale Halbinsel).

## Besiedelung der Umgebung
An der Landspitze im Südwesten des Berges befindet sich ein mittlerweile verlassener Bauernhof, der ebenfalls Arnarfell hieß. Der Hof war bis 1947 bewirtschaftet, zuletzt als Eigentum eines Arztes aus Reykjavík, der dorthin Rentiere aus Ostisland brachte, wo er sie in einem Gehege hielt. Diese Rentierhaltung musste aber bald wieder aufgegeben werden.

## Wandern am Berg
Es gibt markierte Wanderwege, die von einem Parkplatz an seiner Nordostseite auf den Arnarfell führen. Obwohl der Berg nicht hoch ist, hat man von oben eine schöne Aussicht über den See Þingvallavatn und seine Umgebung.